# Néomí
Néomí, artiestennaam van Neomi Speelman (Zwijndrecht, 10 maart 1997), is een Nederlandse zangeres. Haar artiestennaam is gestileerd als néomí (zonder hoofdletter).

## Biografie
Speelman is geboren en opgegroeid in Zwijndrecht, maar vertrok op haar zestiende levensjaar naar Amsterdam om daar aan de ROC van Amsterdam een muziekopleiding te volgen. Bij de opleiding was de zangeres naar eigen zeggen onder indruk van het vele andere talent wat er rondliep en was niet zoals ze zich had voorgesteld. Ze studeerde er af met muziek dat niet bij haar paste, maar wat ze dacht dat de opleiding van haar verwachtte. Omdat ze dacht dat ze geen carrière zou kunnen maken, besloot ze om een baan te nemen op Schiphol. 
Na enige tijd maakte ze wel muziek voor zichzelf; ze schreef haar eigen nummers en zong deze. Een van de nummers besloot ze op Facebook te plaatsen, puur omdat ze het leuk vond om deze te delen. Deze video werd gezien door muziekmanager Lee Waller, die vond dat ze talent had en haar benaderde. Nadat ze een keer samen koffie hadden gedronken besloten ze om een samenwerking aan te gaan en stuurde Waller de demo van het lied, If I Wasn’t Made for Love, naar ongeveer dertig verschillende labels. Dezen toonden allen interesse om haar muziek uit te brengen en uiteindelijk werd op 10 februari 2022 If I Wasn’t Made for Love uitgebracht onder [PIAS] Recordings.
De eerste single bracht de carrière van néomí in een stroomversnelling. In juni van 2022 bracht ze de ep before uit en in het einde van dat jaar stond ze op Popronde. In 2022 stond ze voor verschillende artiesten in het voorprogramma, waaronder Novo Amor, HAEVN, The Slow Show and Jonathan Jeremiah. In het begin van 2023 stond néomí op ESNS, kort nadat ze bij NPO 3FM was uitgeroepen tot 3FM Talent. In april 2023 volgde haar tweede ep After. Deze ep is een reactie-ep op haar eerste ep. Waar de eerste ep gaat over de zorgeloosheid die de zangeres voelde als jonge, ambitieuze vrouw, is After een stuk somberder en emotioneler. Dit gevoel kwam door enkele relaties die niet waren gelopen zoals de zangeres had gehoopt. Na de ep volgden in 2023 de singles your girl en garden. 
In 2024 releasete de zangeres de single somebody's daughter en staat ze opnieuw op ESNS. De single was een voorloper van een gelijknamig album, dat in mei 2024 werd uitgebracht. Met het album was ze in 2024 op verschillende podia te vinden. Zo stond ze op festival The Great Escape in Brighton, Sziget-festival in Boedapest en op de Nederlandse festivals Best Kept Secret en Summer Square. Ook trad ze op op poppodia; met het album deed ze in mei een tour waarbij ze speelde in onder meer Paard en EKKO en in het najaar van 2024 doet néomí een tweede tour van dat jaar.

## Muziekstijl
De muziekstijl van néomí kan worden ingedeeld in de genres folk en indiepop. OOR omschreef haar muziek als "Slaapkamerliedjes die de tijd stil laten staan" en 3voor12 noemde het "betoverende indiefolk". De zangeres wordt geïnspireerd door de muziek van Bon Iver, Ben Howard, Bob Dylan en Phoebe Bridgers.

## Discografie (albums en ep's)
- Before (ep, 2022)
- After (ep, 2023)
- Somebody's Daughter (album, 2024)